# LTG Link

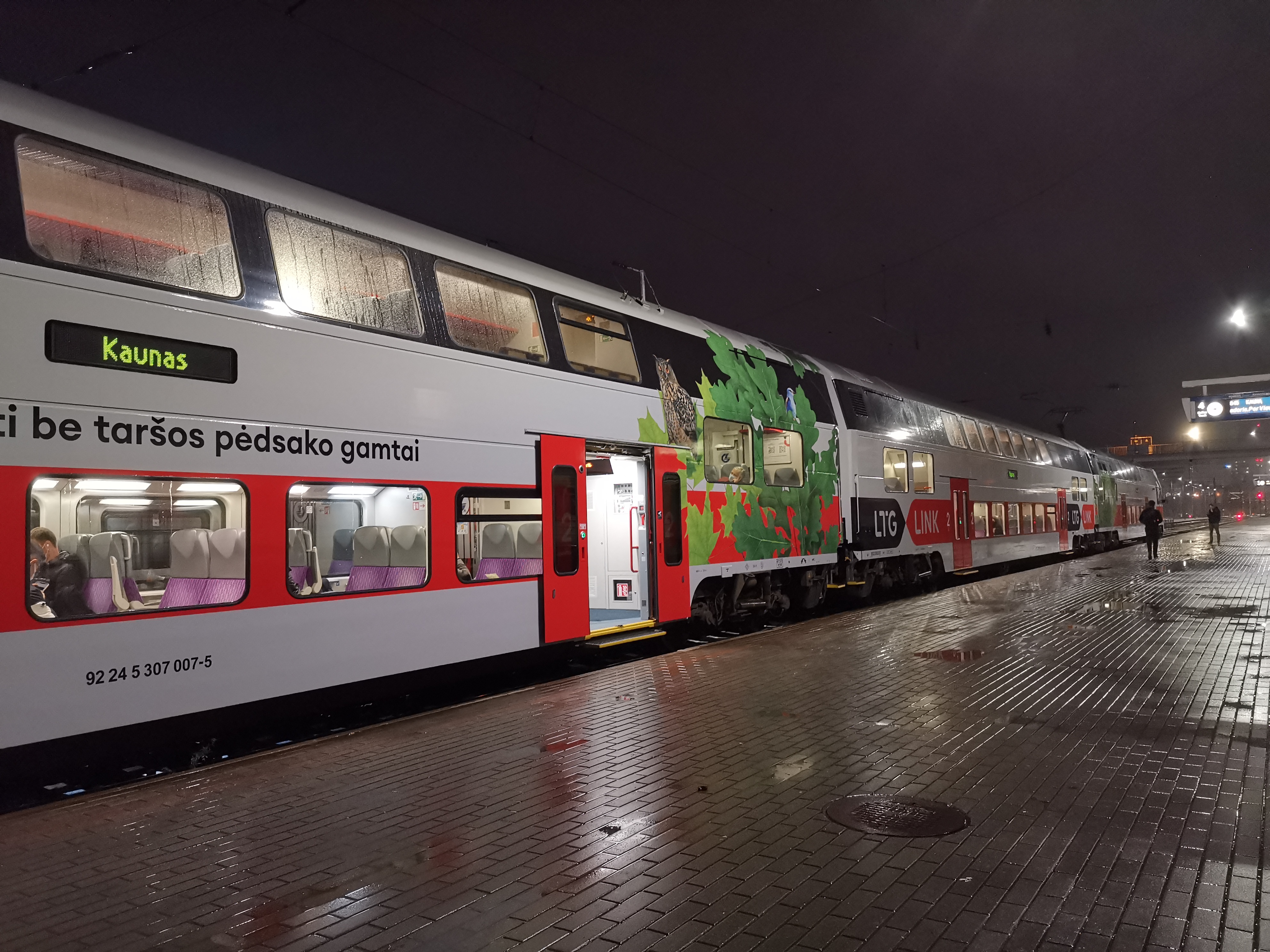
Ein Doppelstockzug der LTG Link im September 2021

UAB LTG Link ist ein Eisenbahnverkehrsunternehmen in Litauen. LTG Link wurde 2019 als LG Keleiviams gegründet und ist ein Tochterunternehmen der Lietuvos geležinkeliai (LTG). Die 690 Mitarbeiter bei LTG Link erwirtschaften einen jährlichen Umsatz von knapp 50 Millionen Euro im Personenverkehr. Die Transportleistung lag 2020 bei 260 Millionen Personenkilometern. Zur Flotte gehören 53 Züge.
Der Namensteil LTG steht für das Mutterunternehmen. Der Namensteil Link (englisch Verbindung) bedeutet auf Litauisch zugleich (in) Richtung.

## Fahrzeuge
Die LTG Link setzt folgende Fahrzeuge ein:
- Pesa 620M (Schienenbus)
- Pesa 630MiL (Dieseltriebzug)
- Pesa 730ML (Dieseltriebzug)
- Metrowagonmasch RA2 (Dieseltriebzug)
- Rīgas Vagonbūves Rūpnīca DR1A
- Škoda EJ575 (Elektrotriebzug, Doppelstock, s. Bild)
- Reisezugwagen

Im Juni 2023 wurden 15 Züge Stadler Flirt bei Stadler Rail bestellt. 9 der 15 Züge werden als rein-elektrische Fünfteiler für den Intercity-Dienst und sechs weitere als batterieelektrische Vierteiler für den Regionalverkehr 2026 ausgeliefert.